# Ricardo Horta
Ricardo Jorge da Luz Horta (Sobreda, 1994. szeptember 15. –) portugál válogatott labdarúgó, a Braga játékosa.

## Pályafutása

### Klubcsapatokban
A Ginásio Corroios, a Benfica és Vitória korosztályos csapataiban nevelkedett. 2013. április 7-én debütált a Vitória első csapatában a Rio Ave ellen 2–1-re elvesztett bajnoki mérkőzésen Cristiano cseréjeként. December 9-én első bajnoki gólját is megszerezte az Académica de Coimbra ellen. Ezt követően rendszeres játéklehetőséget kapott és további hat gólt szerzett.
2014. július 12-én a spanyol Málaga szerződtette öt évre. Augusztus 23-án mutatkozott be az Athletic Bilbao elleni bajnoki találkozón. 2015. január 6-án szerezte meg az első gólját a kupában a Levante UD ellen, majd a visszavágón is eredményes volt.
2016. július 5-én egy szezonra kölcsönbe került a Braga csapatához. A szezon végén végleg megvásárolták. 2019 szeptemberében 2024 nyaráig hosszabbítót a klubbal, valamint 30 millió euróra emelték a kivásárlási árát. 2021. augusztus 3-án visszautasította az amerikai  Atlanta United szerződési ajánlatát. Októberben 2026-ig hosszabbítót. A 2021–22-es szezonban 19 bajnoki gólt szerzett, amivel a bajnokság harmadik legjobb gólszerzőjeként végzett. 2022. november 10-én a Moreirense ellen 100. gólját szerezte meg a klub színeiben.

### A válogatottban
Tagja volt a 2013-as U19-es labdarúgó-Európa-bajnokságon, a 2014-es Touloni Ifjúsági Tornán, a 2015-ös és a 2017-es U21-es labdarúgó-Európa-bajnokságon részvevő válogatottnak. 2014. szeptember 7-én mutatkozott be a felnőtt válogatottban Albánia elleni 2016-os labdarúgó-Európa-bajnokság selejtező mérkőzésén William Carvalho cseréjeként. 2022 májusában került be újra a válogatott keretébe, amikor is Fernando Santos behívta a 2022–2023-as UEFA Nemzetek Ligája találkozókra. Június 2-án góllal tért vissza Spanyolország ellen. Novemberben bekerült a 2022-es labdarúgó-világbajnokságra utazó keretbe.

## Statisztika

### A válogatottban
2022. november 17-én frissítve.
| Portugália | Portugália      | Portugália |
| Év         | Pályára lépések | Gólok      |
| ---------- | --------------- | ---------- |
| 2014       | 1               | 0          |
| 2015       | 0               | 0          |
| 2016       | 0               | 0          |
| 2017       | 0               | 0          |
| 2018       | 0               | 0          |
| 2019       | 0               | 0          |
| 2020       | 0               | 0          |
| 2021       | 0               | 0          |
| 2022       | 5               | 1          |
| Összesen   | 6               | 1          |

### Válogatott góljai
| # | Dátum           | Helyszín                                  | Ellenfél      | Gólja | Végeredmény | Kiírás                                     |
| - | --------------- | ----------------------------------------- | ------------- | ----- | ----------- | ------------------------------------------ |
| 1 | 2022. június 2. | Benito Villamarín, Sevilla, Spanyolország | Spanyolország | 1–1   | 1–1         | 2022–2023-as UEFA Nemzetek Ligája (A liga) |

## Sikerei, díjai
- Braga
  - Portugál kupa: 2020–21[27]
  - Portugál ligakupa: 2019–20

## Külső hivatkozások
- Ricardo Horta adatlapja a Transfermarkt oldalon (angolul)
- Ricardo Horta adatlapja a Soccerway oldalon (angolul)